# Тед Друрі
Тед Еванс Друрі (англ. Ted Evans Drury, нар. 13 вересня 1971, Бостон) — американський хокеїст, що грав на позиції центрального нападника. Грав за збірну команду США.
Двічі брав участь у зимових Олімпійських іграх у 1992 та 1994 роках.
Його молодший брат — Кріс Друрі, є колишньою зіркою НХЛ.

## Ігрова кар'єра
Хокейну кар'єру розпочав 1989 року.
1989 року був обраний на драфті НХЛ під 42-м загальним номером командою «Калгарі Флеймс».
Протягом професійної клубної ігрової кар'єри, що тривала 15 років, захищав кольори команд «Калгарі Флеймс» (1993—1994), «Гартфорд Вейлерс» (1994—1995), «Оттава Сенаторс» (1995—1996), «Анагайм Дакс» (1996—1999), «Нью-Йорк Айлендерс» (1999—2000), «Колумбус Блю-Джекетс» (2000), «Гамбург Фрізерс» (2002—2003), «Кассель Хаскіс» (2003—2005) та «Крефельд» (2005—2007).
Виступав за збірну США.
Загалом провів 428 матчів у НХЛ, включаючи 14 ігор плей-оф Кубка Стенлі.

## Статистика
| Сезон        | Клуб                     | Ліга  | Регулярний сезон | Регулярний сезон | Регулярний сезон | Регулярний сезон | Регулярний сезон | Плей-оф | Плей-оф | Плей-оф | Плей-оф | Плей-оф |
| Сезон        | Клуб                     | Ліга  | І                | Г                | П                | О                | ШХ               | І       | Г       | П       | О       | ШХ      |
| ------------ | ------------------------ | ----- | ---------------- | ---------------- | ---------------- | ---------------- | ---------------- | ------- | ------- | ------- | ------- | ------- |
| 1989–90      | Гарвардський університет | НСАА  | 17               | 9                | 13               | 22               | 10               | —       | —       | —       | —       | —       |
| 1990–91      | Гарвардський університет | НСАА  | 26               | 18               | 18               | 36               | 22               | —       | —       | —       | —       | —       |
| 1991–92      | США                      | Int'l | 53               | 11               | 23               | 34               | 30               | —       | —       | —       | —       | —       |
| 1992–93      | Гарвардський університет | НСАА  | 31               | 22               | 41               | 63               | 26               | —       | —       | —       | —       | —       |
| 1993–94      | США                      | Int'l | 11               | 1                | 4                | 5                | 11               | —       | —       | —       | —       | —       |
| 1993–94      | «Калгарі Флеймс»         | НХЛ   | 34               | 5                | 7                | 12               | 26               | —       | —       | —       | —       | —       |
| 1993–94      | «Гартфорд Вейлерс»       | НХЛ   | 16               | 1                | 5                | 6                | 10               | —       | —       | —       | —       | —       |
| 1994–95      | «Спрингфілд Фалконс»     | АХЛ   | 2                | 0                | 1                | 1                | 0                | —       | —       | —       | —       | —       |
| 1994–95      | «Гартфорд Вейлерс»       | НХЛ   | 34               | 3                | 6                | 9                | 21               | —       | —       | —       | —       | —       |
| 1995–96      | «Оттава Сенаторс»        | НХЛ   | 42               | 9                | 7                | 16               | 54               | —       | —       | —       | —       | —       |
| 1996–97      | «Анагайм Дакс»           | НХЛ   | 73               | 9                | 9                | 18               | 54               | 10      | 1       | 0       | 1       | 4       |
| 1997–98      | «Анагайм Дакс»           | НХЛ   | 73               | 6                | 10               | 16               | 82               | —       | —       | —       | —       | —       |
| 1998–99      | «Анагайм Дакс»           | НХЛ   | 75               | 5                | 6                | 11               | 83               | 4       | 0       | 0       | 0       | 0       |
| 1999–00      | «Анагайм Дакс»           | НХЛ   | 11               | 1                | 1                | 2                | 6                | —       | —       | —       | —       | —       |
| 1999–00      | «Нью-Йорк Айлендерс»     | НХЛ   | 55               | 2                | 1                | 3                | 31               | —       | —       | —       | —       | —       |
| 2000–01      | «Чикаго Вулвс»           | МХЛ   | 68               | 21               | 21               | 42               | 53               | 14      | 5       | 4       | 9       | 4       |
| 2000–01      | «Колумбус Блю-Джекетс»   | НХЛ   | 1                | 0                | 0                | 0                | 0                | —       | —       | —       | —       | —       |
| 2001–02      | «Олбані Рівер Ретс»      | АХЛ   | 51               | 8                | 10               | 18               | 23               | —       | —       | —       | —       | —       |
| 2001–02      | «Ловелл Лок Монстерс»    | АХЛ   | 16               | 6                | 5                | 11               | 10               | 5       | 0       | 5       | 5       | 6       |
| 2002–03      | «Гамбург Фрізерс»        | ДХЛ   | 52               | 16               | 22               | 38               | 52               | 5       | 0       | 2       | 2       | 6       |
| 2003–04      | «Кассель Хаскіс»         | ДХЛ   | 52               | 14               | 16               | 30               | 102              | —       | —       | —       | —       | —       |
| 2004–05      | «Кассель Хаскіс»         | ДХЛ   | 51               | 12               | 15               | 27               | 67               | —       | —       | —       | —       | —       |
| 2005–06      | «Крефельд Пінгвінс»      | ДХЛ   | 48               | 21               | 26               | 47               | 66               | 5       | 2       | 1       | 3       | 6       |
| 2006–07      | «Крефельд Пінгвінс»      | ДХЛ   | 49               | 9                | 20               | 29               | 97               | 2       | 1       | 1       | 2       | 0       |
| Усього в НХЛ | Усього в НХЛ             | 414   | 41               | 52               | 93               | 367              | 14               | 1       | 0       | 1       | 4       |         |
| Усього в АХЛ | Усього в АХЛ             | 69    | 14               | 16               | 30               | 33               | 5                | 0       | 5       | 5       | 6       |         |
| Усього в ДХЛ | Усього в ДХЛ             | 252   | 70               | 98               | 168              | 384              | 12               | 3       | 4       | 7       | 12      |         |